# Ischiolepta vaporariorum
Ischiolepta vaporariorum – gatunek muchówki z rodziny Sphaeroceridae i podrodziny Sphaerocerinae.
Gatunek ten opisany został w 1836 roku przez Alexandra Henry’ego Halidaya jako Sphaerocera vaporariorum.
Muchówka o ciele długości od 1,5 do 2 mm. Głowa jej ma wystające przed oczy złożone czoło oraz słabo wyniesione i szeroko rozstawione listewki twarzowe. Tułów jej cechuje 6–9 ząbków na tylnym brzegu tarczki, w całości guzkowane sternopleury, a śródplecze guzkowane z wyjątkiem dwóch podłużnych pasów i pomiędzy guzkami matowe. W części środkowej śródplecza guzki ustawione są w jeden rządek liczący 3–4 guzki na szerokość. Skrzydła są krótsze i węższe niż u I. pusilla. Użyłkowanie skrzydła charakteryzuje niezakrzywiona ku przodowi żyłka medialna M1+2 oraz komórka analna dłuższa niż tylna komórka nasadowa. Przednia para odnóży ma żółte biodra. Trzecia para odnóży u samca ma silnie pogrubione uda, pozbawione guzków na spodzie nasady. Odwłok samca ma boki sternitów z grubymi i dość długimi włoskami.
Owad znany z Hiszpanii, Irlandii, Wielkiej Brytanii, Belgii, Holandii, Niemiec, Szwecji, Norwegii, Finlandii, Szwajcarii, Austrii, Polski, Łotwy, Czech, Słowacji, Węgier, Rumunii, europejskiej części Rosji, wschodniej Palearktyki i Ameryki Północnej.